# Кайл Брофловски
Кайл Брофловски (Kyle Broflovski) е герой от американския анимационен сериал South Park. Озвучен е от Мат Стоун. Кайл — малко еврейско момче — е един от главните герои в сериала, заедно със Стен Марш, Кени Маккормик и Ерик Картман.

## Семейство
Баща му Джералд Брофловски е адвокат, но Кайл казва че въпреки професията на баща си, те не са толкова заможни като семейството на Токен Блек. Кайл има по-малък, осиновен брат на име Айк, чиито биологични родители са канадци.

## Външност
Кайл носи светлозелена ушанка, оранжево яке с тъмнозелена яка, тъмнозелени гащи и лимонено-зелени ръкавици. Много рядко се показва без шапка.

## Религия
Той е един от няколкото еврейски герои в това предаване. Картман много често му се подиграва заради това, че е евреин. Именно това кара Кайл да бъде несигурен в произхода си и по-скоро го е срам от колкото е горд, че е евреин. Той изглежда не знае много за еврейските вярвания и традиции и в епизода „Ike's Wee Wee“, когато обрязват по-малкия му брат Айк, Кайл решава, че ще му отрежат целия пенис, а не само кожичката, въпреки че и той е преживял това като е бил по-малък.

## Личност
Когато е ядосан, Кайл има склонност да си свива юмруците и да ръмжи или вика разярено. В епизода „Cherokee Hair Tampons“ се оказва, че Картман и Кайл имат същата кръвна група – АБ отрицателна, и че Кайл е диабетик. Кайл по принцип изявява най-високи морални стандарти от всичките момчета и обикновено има по-високи оценки от приятелите си. Кайл е най-рационално мислещия от равните си и обикновено играе противник на Картман. Най-добрият му приятел е Стан Марш, въпреки че понякога си противоречат. С изключение на Бътърс, Кайл е най-грижовен и състрадателен от момчетата.

## Здраве
Кайл се разболява най-често от децата, най-вероятно заради диабета му.